# Айзенштадт
А́йзенштадт або Железне (нім. Eisenstadt, словац. і чеськ. Železno, хорв. Željezno) — місто на сході Австрії, адміністративний центр землі Бургенланд. Населення 12 367 осіб (2007).

## Клімат
Довготривала середня річна температура (у період з 1961 до 1990 року) становить 10,4 °C. Середнє значення у 2004 році становило 10,3 °C. Середня річна кількість опадів (у 1961—1991 роках) становила 589 мм.

## Історія
Знахідки підтверджують, що регіон Айзенштадта був заселений вже за часів Гальштатської культури. Дещо згодом тут оселились кельти й римляни. Під час великого переселення народів різні германські народи й гуни заселили регіон Айзенштадта. Близько 800 року Карл Великий поклав початок заселенню баварцями. Перша згадка про місто датується 1118 роком, тоді воно називалось Каструм Ферреум (Castrum Ferreum). З 1264 року воно стало відоме як «Мінор Мортін» (угорською «Кішмартон»). Сучасну назву місто має з 1373 року.
У 1373 році місто перейшло у володіння до угорського дворянського роду Каніщай (Каніцсай). Це дозволило зміцнити стіни та звести фортецю з ровами. Назва «Eysenstat» («залізне місто») також походить з тих часів. Айзенштадт отримав свободу торгівлі у 1388 році. Герцог Альбрехт VI придбав місто 1445 року; наступні 150 років Айзенштадт залишався під управлінням Габсбургів. У XV столітті в Бургенланді з'явились переселенці-хорвати, які називають Айзенштадт Желєзно, а Бургенланд Градіще; надалі сформувався їхній діалект (градіщансько-хорватська мова), нині мають культурну автономію.
За часів турецьких війн 1529 та 1532 років Айзенштадт захоплювали турки під час їхнього просування на Відень.
У 1647 році місто потрапило під владу угорського князівського дому Естергазі. Князівський рід змінив обличчя міста тривалою жвавою будівельною роботою. 26 жовтня 1648 року Айзенштадту указом імператора Священної Римської імперії (Фердинанд III) надано статус вільного міста. Місто сплачувало за це 16 000 гульденів та 3000 бочок вина вартістю 9000 гульденів. У 1670 році Пауль I Естергазі дозволяє оселитись в Айзенштадті й 6 сусідніх населених пунктах, відомих як 7 громад, приблизно 3000 євреїв, яких було вигнано з Відня. Самсон Вертаймер (1658–1742), який діяв у Відні як великий комерсант, був в Айзенштадті рабином. Золота доба художнього життя тут починалась із призначення Йозефа Гайдна на роль князівського придворного капельмейстера у 1760-х роках. У 1809 році Айзенштадт під час війни п'ятої коаліції був зайнятий французькими підрозділами. У 1897 році місто приєдналось до залізничної мережі.
Після Першої світової війни та розпаду Габсбурзької багатонаціональної держави відбувалась трирічна боротьба за майбутню державну приналежність Бургенланду, й таким чином, Айзенштадта. За Сен-Жерменською мирною угодою Бургенланд перейшов у 1921 році до Австрії. Проте, первинно передбачений як столиця Бургенланду Оденбург (сучасний Шопрон), відійшов за результатами референдуму до Угорщини. Замість Оденбурга саме Айзенштадт став 30 квітня 1925 року місцеперебуванням бургенландського уряду і, разом з тим, столицею землі.
Під час Другої світової війни Айзенштадт одного разу бомбардували, причому було 40 людських жертв. У 1945 році Червона армія зайняла Айзенштадт, і місто, як і вся Східна Австрія, залишалось до 1955 року в зоні радянської окупації. У 1960 році в Айзенштадті розмістилась Айзенштадтська єпархія.

## Населення
Населення штатутарштадта Айзенштадт за роками за даними статистичного бюро Австрії

## Міський поділ
Міські райони
- Айзенштадт,
- Клайнхефлайн,
- Санкт-Георген

Кадастрові громади
- Айзенштадт,
- Айзенштадт-Оберберг,
- Айзенштадт-Унтерберг,
- Клайнхефлайн,
- Санкт-Георген

## Економіка
У 1089 компаніях, офісах та підприємствах Айзенштадта були зайнято (станом на 15 травня 2001 року) 13 581 співробітники. На 8 підприємствах із них працювало понад 200 співробітників. У 2006 році після завершення сприяння ЄС багато фірм переїхало з Айзенштадта до Відня або до Угорщини.

## Міста-побратими
- Бад-Кіссінген (Німеччина)
- Кольмар (Франція)
- Лігнано (Італія)
- Санукі (Японія)
- Шопрон (Угорщина)
- Відень (Австрія)

## Культура

### Заходи
- Фестиваль Гайдна
- Свято Айзенштадта, у пішохідній частині історичного центру
- Фестиваль 1000 вин — бургенландський винний тиждень перед оранжереєю Замкового парку

### Пам'ятки

#### Музеи
- Музей Гайдна
- Земельний (краєзнавчий) музей
- Музей парафіян
- Музей пожежної команди
- Історичний музей (Landmuseum)
- Єврейський музей (Österreichisches Jüdisches Museum)

#### Релігійні споруди
- Церква Гайдна / Гірська церква
- Кафедральний собор, пізньоготична Бергкірхе (Bergkirche)
- Синагога
- Соборна церква Св. Мартіна (Dom-Kirche Hl. Martin)
- Церква Францисканців (Franziskanerkirche)

#### Замки
- Замок Естергазі з Замковим парком
- Павільйон барочного стилю, колишній мисливський замок князя Естергазі

#### Інші споруди
- Мавзолей Гайдна
- Ратуша
- Порохова вежа

## Спорт
- SC Eisenstadt
- EV Eisenstadt Raptors
- inlineskating-eisenstadt (Inline-марафон) — щорічний спортивний захід для інлайн-скейтерів, популярність якого зростає.

## Видатні жителі
- Густінус Амбросі, скульптор
- Моріц Бенедикт (1835—1920) — австро-угорський лікар, невролог, військовий лікар, викладач і науковий письменник.
- Пауль I Естергазі, князь Естергазі, імператорський фельдмаршал
- Пауль II Антон Естергазі, імператорський фельдмаршал
- Андреас Іваншиц, австрійський футболіст
- Франц Соронікс, австрійський політик

### Почесні городяни
- Естергазі, рід
- Йозеф Гайдн, композитор
- Йоганн Міхаель Гайдн, композитор
- Йоганн Непомук Гуммель, композитор і музикант
- Йозеф Хіртль (1810—1894) — лікар та анатом, також почесний громадянин Відня.
- Адам і Ференц Лісти, музиканти й композитори
- Мордекай Мокіак, проповідник
- Роберт Музіль, письменник
- Марія Перші, акторка
- Йозеф Вайгль, композитор і диригент
- Емануель Шрайбер, рабин
- Самсон Вертаймер, рабин
- Азріель Гільдесхаймер, рабин

## Політична ситуація
Бургомістр — Андреа Фрауншиль (АНП) за результатами виборів 2007 року.
Рада представників комуни (нім. Gemeinderat) має 29 місць:
- АНП — 17 місць.
- СДПА — 8 місць.
- Зелені — 2 місця.
- АПС — 2 місця.